# Лејк Сити (Јужна Каролина)
Лејк Сити (енгл. Lake City) град је у америчкој савезној држави Јужна Каролина.

## Демографија
По попису из 2010. године број становника је 6.675, што је 197 (3,0%) становника више него 2000. године.
| Група             | 2000.         | 2010.         |
| Белци             | 1.734 (26,8%) | 1.251 (18,7%) |
| Афроамериканци    | 4.627 (71,4%) | 5.173 (77,5%) |
| Азијати           | 22 (0,3%)     | 17 (0,3%)     |
| Хиспаноамериканци | 71 (1,1%)     | 203 (3,0%)    |
| Укупно            | 6.478         | 6.675         |